# Distorsio smithi
Distorsio smithi is een slakkensoort uit de familie van de Personidae. De wetenschappelijke naam van de soort is voor het eerst geldig gepubliceerd in 1884 door von Maltzan.